# Patiriella pacifica
Patiriella pacifica är en sjöstjärneart som först beskrevs av Hayashi 1977.  Patiriella pacifica ingår i släktet Patiriella och familjen Asterinidae. Inga underarter finns listade i Catalogue of Life.